# Martué
Martué is een gehucht in de Belgische provincie Luxemburg. Het ligt in Lacuisine, een deelgemeente van Florenville. Martué ligt aan de Semois in de Gaume.

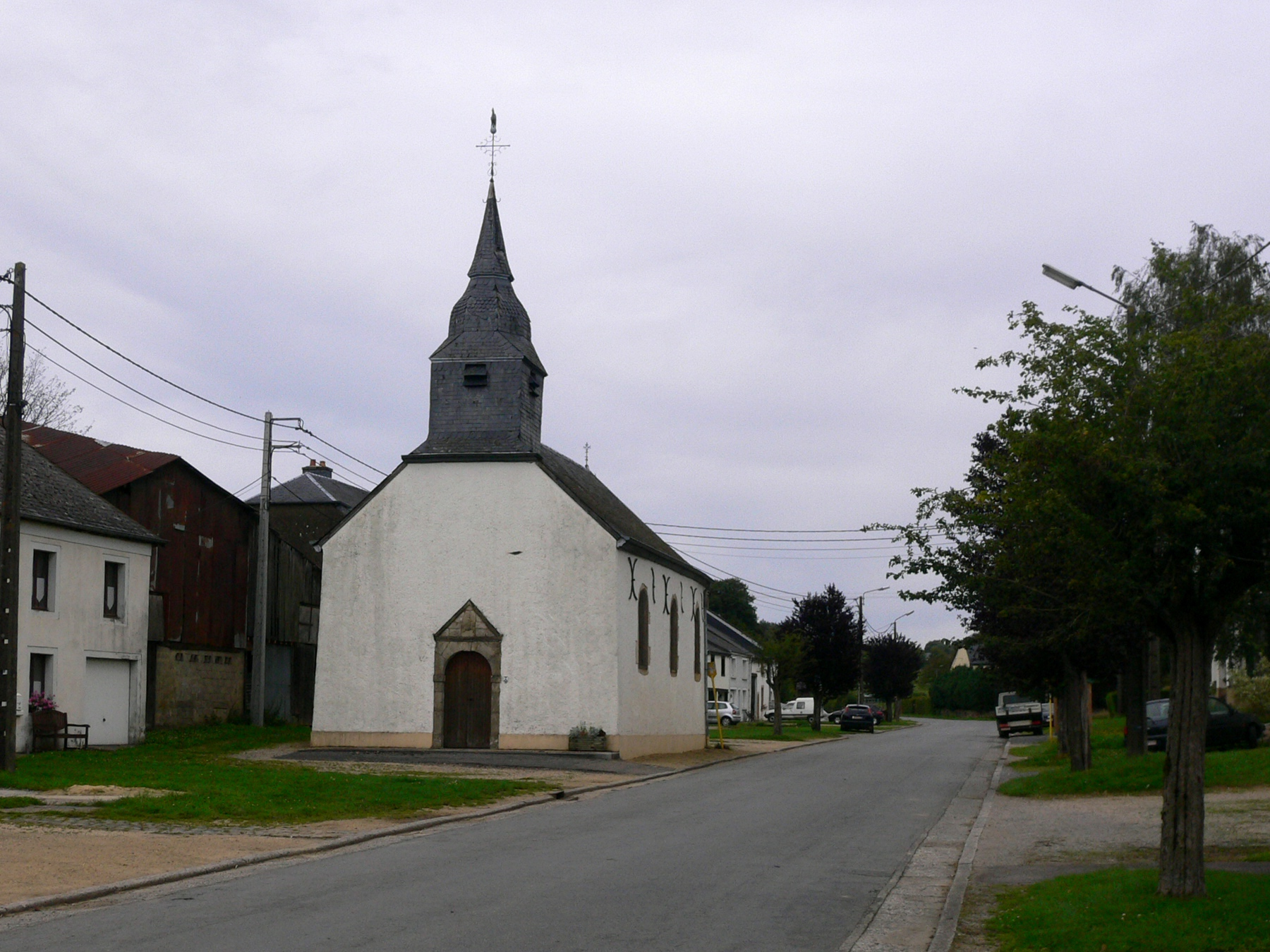
Centrum met Chapelle Saint-Roch

## Geschiedenis
Op het eind van het ancien régime werd Martué een gemeente. In 1823 werden bij gemeentelijke herindelingen in Luxemburg veel kleine gemeenten samengevoegd en Martué werd bij de gemeente Lacuisine gevoegd.

## Bezienswaardigheden
- De Chapelle Saint-Roch

Deelgemeenten: Chassepierre · Florenville · Fontenoille · Lacuisine · Muno · Sainte-Cécile · Villers-devant-Orval

Overige dorpen: Azy · Conques · Laiche · Martué · Lambermont · Le Menil · Watrinsart

Belgische gemeenten · Arrondissement Virton · Luxemburg · Wallonië